# پتسول
پتسول (به مجاری:  Pecöl) یک شهرداری در مجارستان است که در واش واقع شده‌است. پتسول ۱۷٫۲۵ کیلومتر مربع مساحت و ۷۹۹ نفر جمعیت دارد.